# Liste des villes du Qatar

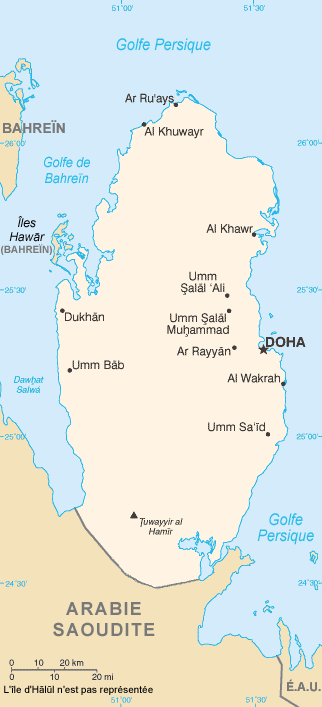
Les villes du Qatar.

Ceci est une liste des villes du Qatar; où plus de 80 % de la population vit à Doha, la capitale, et à Al Rayyan, la deuxième ville du pays.
- Abu Thaylah
- Ad Dawhah al Jadidah
- Al Bida` ash Sharqiyah
- Al Ghanim
- Al Ghariyah
- Al Ghuwairiyah
- Al Hilal al Gharbiyah
- Al Hitmi
- Al Jasrah
- Al Jumaliyah
- Al Khalifat
- Al Khor
- Al Khawr
- Al Khuwayr
- Al Mafjar
- Al Wakrah
- Al `Adhbah
- Al Rayyan
- An Najmah
- Ar Rakiyat
- As Salatah
- As Salatah al Jadidah
- As Sani`
- As Sawq
- Ash Shamal
- Doha
- Lusail
- Mesaieed
- Ras Laffan
- Umm Bab
- Umm Sa'id
- Umm Salal